# عبرة (مسورة)

تعديل مصدري - تعديل

مسوره ( عبره ) هي إحدى قرى عزلة مسورة بمديرية مسورة التابعة لمحافظة البيضاء، بلغ تعداد سكانها 104 نسمة حسب تعداد اليمن لعام 2004.